# Scrupus uniliratus
Scrupus uniliratus är en snäckart som beskrevs av Powell 1931. Scrupus uniliratus ingår i släktet Scrupus och familjen Vitrinellidae. Inga underarter finns listade i Catalogue of Life.